# PLIVA
PLIVA d.o.o. (pokrata značenja »Proizvodnja lijekova i vakcina«) hrvatska je farmaceutska tvrtka sa sjedištem u Zagrebu. Najveća je farmaceutska tvrtka u južnoj Europi i treći izvoznik u Hrvatskoj po vrijednosti izvoza.

## Povijest
Tvrtka je utemeljena 1921. godine u mjestu Kaštel kraj Karlovca.
Za vrijeme Banovine Hrvatske Kaštel je pridružen Plibahu, što je kratica od početnih slova Proizvodnja lijekova Banovine Hrvatske. Postupnim proširenjem proizvodnje na bazne sirovine i vakcine, tvornica dobiva svoje trajno ime Pliva, složeno od početnih slova: Proizvodnja lijekova i vakcina.
Pliva razvija, proizvodi i prodaje gotove oblike generičkih lijekova i aktivne farmaceutske supstancije, a njezin portfelj obuhvaća generičke lijekove i generičke lijekove s dodanom vrijednošću, biogeneričke lijekove i citostatike.
Vladimir Prelog, dobitnik Nobelove nagrade za kemiju, jedan je od znanstvenika koji su radili u razvojnom timu Plive.
Godine 1980. sastav stručnjaka iz znanstvenog instituta ovog poduzeća, kojeg je predvodio dr. Slobodan Đokić, Gorjana Radoboja-Lazarevski, Zrinka Tamburašev i Gabrijela Kobrehel, otkrio je formulu kemijskog spoja azitromicina, djelatne tvari svjetski poznatog antibiotika sumameda, jednog od najprodavanijih antibiotika, kojeg je 1981. Pliva patentirala diljem svijeta, uključujući i u Sjedinjenim Državama. Patent je istekao 2005. godine.
Najveća Plivina tržišta su Hrvatska, SAD i Rusija. Slijede Poljska, Ukrajina, Bosna i Hercegovina, Češka Republika, Velika Britanija, Kazahstan i Mađarska, gdje se više od 80% proizvoda izvozi.
25. listopada 2006. Pliva je prodana američkoj velikoj tvrtki Barr Pharmaceuticals, Inc., koja je preuzela 92% dionica Plive u skladu s uvjetima završne ponude od 2,5 milijardi dolara. Zajedno s Plivinim trezorskim dionicama, Barr sada posjeduje ili kontrolira više od 95% Plivinih dionica s pravom glasa.
Dana 23. prosinca 2008. Teva je preuzela Barr Pharmaceuticals za 7,5 milijardi dolara, tako su Barr i Pliva (koju je Barr kupio ranije) dio Teve.

## Vanjske poveznice
|  | Zajednički poslužitelj ima još gradiva o temi Pliva |

- PLIVA - Službene stranice  Arhivirana inačica izvorne stranice od 16. prosinca 2012. (Wayback Machine)
- Intenet portal, PLIVAmed.net besplatan mrežni servis
- PLIVAzdravlje.hr